# Huitzotitla
Huitzotitla är en ort i Mexiko.   Den ligger i kommunen Taxco de Alarcón och delstaten Guerrero, i den södra delen av landet, 110 km sydväst om huvudstaden Mexico City. Huitzotitla ligger 2 458 meter över havet och antalet invånare är 146.
Terrängen runt Huitzotitla är huvudsakligen kuperad, men åt nordväst är den bergig. Huitzotitla ligger uppe på en höjd. Runt Huitzotitla är det ganska tätbefolkat, med 58 invånare per kvadratkilometer. Närmaste större samhälle är Taxco de Alarcón, 16,7 km öster om Huitzotitla. I omgivningarna runt Huitzotitla växer huvudsakligen savannskog.